# Епархия Уахуапан-де-Леона
Епархия Уахуапан-де-Леона (лат. Dioecesis Huaiuapanensis) — Епархия Римско-католической церкви с центром в городе Уахуапан-де-Леон, Мексика. Епархия Уахуапан-де-Леона входит в митрополию Пуэбла-де-лос-Анхелос. Кафедральным собором епархии Уахуапан-де-Леона является церковь Пресвятой Девы Марии Гваделупской.

## История
25 апреля 1902 года Римский папа Лев XIII выпустил буллу Apostolica Sedes, которой учредил епархию Микстекаса, выделив её из архиепархии Антекера и епархии Тлаксалы (сегодня - Архиепархия Пуэбла-де-лос-Анхелес). 
13 ноября 1903 года епархия Микстекаса была переименована в епархию Уахуапан-де-Леона.

## Ординарии епархии
- епископ Rafael Amador y Hernández (8.05.1903 — 8.06.1923);
- епископ Luis María Altamirano y Bulnes (3.08.1923 — 13.03.1933 — назначен епископом Тулансинго);
- епископ Jenaro Méndez del Río (17.03.1933 — 13.03.1952);
- епископ Celestino Fernández y Fernández (12.05.1952 — 25.07.1967);
- епископ José López Lara (11.12.1967 — 4.09.1981 — назначен епископом Сан-Хуан-де-лос-Лагоса);
- епископ José de Jesús Aguilera Rodríguez (11.06.1982 — 8.03.1991);
- епископ Felipe Padilla Cardona (15.02.1992 — 26.08.1996);
- епископ Teodoro Enrique Pino Miranda (2.12.2000 — 2.07.2020, до смерти);
- епископ Miguel Ángel Castro Muñoz (27.03.2021 — по настоящее время).

## Источник
- Annuario Pontificio, Ватикан, 2007.